# Glenoleon maculatus
Glenoleon maculatus is een insect uit de familie van de mierenleeuwen (Myrmeleontidae), die tot de orde netvleugeligen (Neuroptera) behoort. 
Glenoleon maculatus is voor het eerst wetenschappelijk beschreven door New in 1985.